# Salutowanie

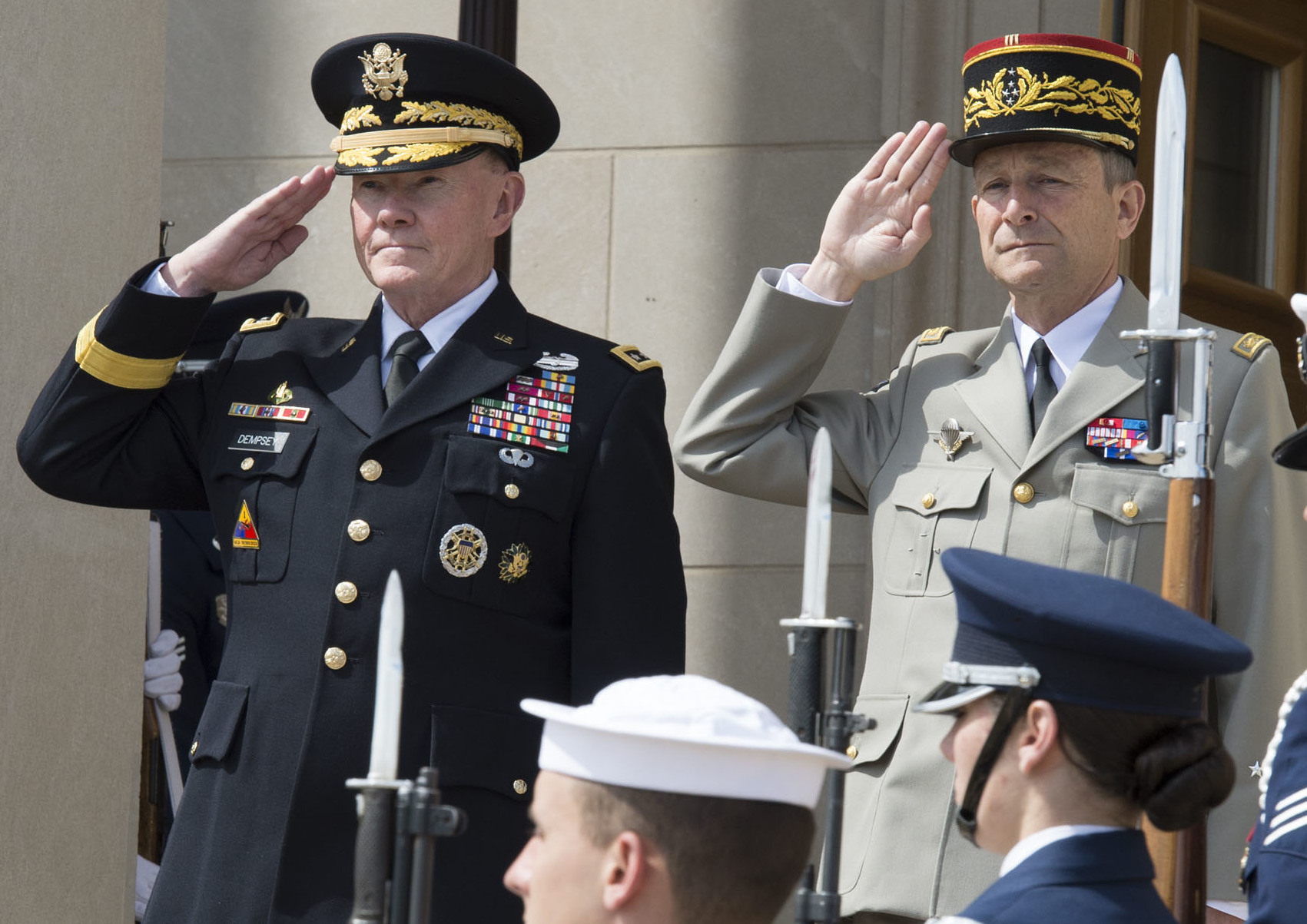
Odmienne ułożenie dłoni podczas salutowania przez wojskowych różnych państw (po lewej generał amerykański, po prawej francuski)

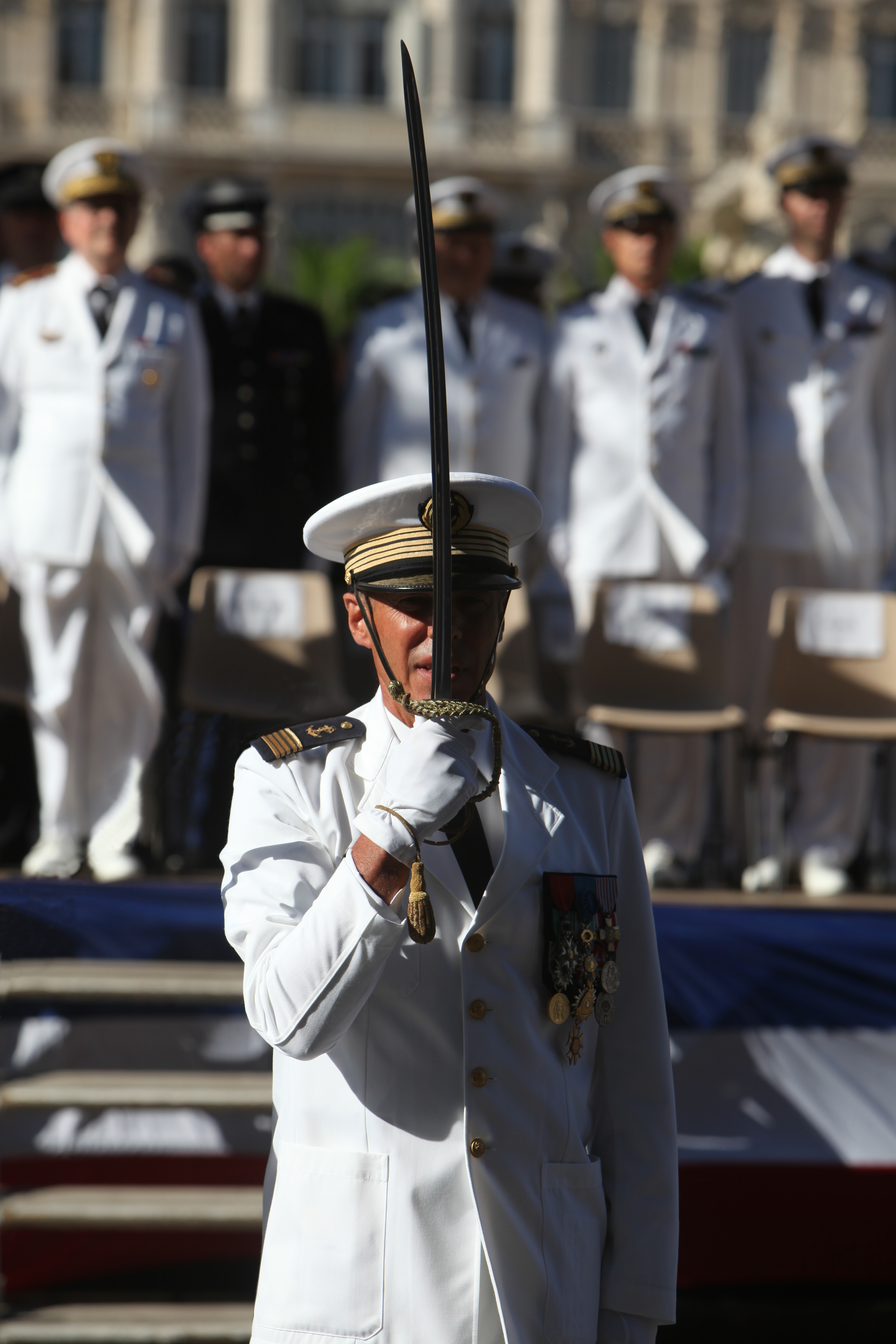
Salut przy wykorzystaniu szabli

Salutowanie – oddawanie honorów, gest, polegający na uniesieniu prawej ręki, często z dotknięciem palcami czapki lub głowy, albo uniesieniu ręki w inny sposób (salut rzymski, pozdrowienie skautowe), używany w wojsku (a także w służbach i organizacjach paramilitarnych) do pozdrowienia i oddania honorów.
Sposób salutowania różni się w zależności od sytuacji, np. od tego, czy żołnierz jest w nakryciu głowy, czy bez, czy stoi, czy idzie, czy jedzie, jeśli idzie, to czy w formacji zwartej (jeśli tak, to w jakim miejscu tej formacji), jeśli jedzie to czy w pojeździe, czy konno, czy ma w ręce szablę, czy jej nie ma, itd. Obowiązuje oddawanie honorów najpierw przez żołnierza (lub funkcjonariusza) młodszego stopniem spotkanemu starszemu (jeśli są równi stopniem to powinni to zrobić równocześnie), przy czym regulaminy nakazują oddanie honorów tylko podczas pierwszego spotkania się ze sobą tych żołnierzy danego dnia.
Nadto w różnych armiach i rodzajach wojsk sposób salutowania nieco się różni. Np. w Wojsku Polskim stosuje się salutowanie dwoma palcami, zaś w armiach innych państw wykonywany jest najczęściej całą dłonią (przy czym ułożenie dłoni jest w różnych armiach – a nawet w różnych rodzajach wojsk tej samej armii – różne).